# Roquefort (Gers)
Roquefort település Franciaországban, Gers megyében. Lakosainak száma 277 fő (2022. január 1.). Roquefort Lavardens, Mérens, Peyrusse-Massas, Puységur, Roquelaure és Sainte-Christie községekkel határos.

## Népesség
A település népessége az elmúlt években az alábbi módon változott:
| Lakosok száma | 140  | 175  | 222  | 225  | 276  | 292  | 296  | 283  | 276  | 277  |
|               | 1968 | 1982 | 1990 | 2006 | 2013 | 2015 | 2017 | 2019 | 2020 | 2022 |